# Лудило (филм)
Лудило (енгл. Frantic), или алтернативно Избезумљен, је амерички неоноар мистеријски трилер филм из 1988. године, у режији Романа Поланског, а по његовом сценарију као и Жерара Брака и Роберта Тауна. Главне улоге играју: Харисон Форд и Емануел Сење.
Песма Грејс Џонс „I`ve Seen That Face Before (Либертанго)” се чује неколико пута у филму.

## Радња
Др Ричард Вокер (Харисон Форд), амерички хирург из Сан Франциска, стиже у Париз са супругом Сондром (Бети Бакли) да присуствује медицинској конференцији. У хотелу, Сондра не може да отвори свој кофер, а Вокер схвата да је на аеродрому узела сличан туђи кофер са траке за пртљаг. Док се Вокер тушира, Сондра прима телефонски позив, након чега мистериозно нестаје из њихове собе.
Вокер, који још увек пати од џетлега, окреће се љубазном, али равнодушном особљу хотела у покушају да пронађе своју жену, а затим излази напоље да је сам потражи. У кафићу га чује скитница и каже да је видео како Сондру гурају у ауто у оближњој уличици. Вокер је скептичан према речима бескућника, али на калдрми проналази наруквицу са именом своје жене. Он контактира париску полицију и америчку амбасаду, али упада у бирократију и схвата да нико неће много учинити да пронађе Сондру. Настављајући самостално потрагу, Вокер се налази на месту убиства извесног Деде Мартина (у његовом стану), где упознаје Мишел (Емануел Сење), уличну проститутку која је на аеродрому узела Сондрин кофер уместо свог. Сазнаје да је Мишел професионални шверцер дроге, али не зна за кога је Деде радио, ко ју је ангажовао да превози илегалну робу. Мишел невољно помаже Вокеру у његовом покушају да открије шта је било у њеном коферу и како да врати своју отету жену.
Након обиласка Мишелиног стана, Вокерове хотелске собе и кабареа, открива се да садржај кријумчарења није дрога, већ критрон, електронски прекидач који се користи као детонатор за нуклеарно оружје, украден и прокријумчарен у реплици сувенира, конкретно Кип слободе по налогу арапских агената. Америчка амбасада, која ради са израелским агентима, жели драгоцени уређај и није их брига да ли ће Сондра умрети. Да би спасио своју жену, Вокер удружује снаге са Мишел, која је само заинтересована да добије своју награду.
Филм се завршава обрачуном на Лабудовом острву усред Сене, поред париске реплике Кипа слободе, где Сондра треба да буде замењена за критрон. Долази до ватреног окршаја између арапских агената који су требали да приме направу и израелских агената који су их пратили и направили заседу. Арапи гину у унакрсној ватри; Мишел је такође ухваћена у пуцњави и умире убрзо након што је ставила критрон у Вокеров џеп. Бесан, Вокер показује Критрон израелским агентима и баца га у Сену. Вокер односи Мишелино тело и он и Сондра напуштају Париз.

## Улоге
| Глумац             | Улога                       |
| ------------------ | --------------------------- |
| Харисон Форд       | Др Ричард Вокер             |
| Емануел Сење       | Мишел                       |
| Бети Бакли         | Сондра Вокер                |
| Жерар Клајн        | Гајар                       |
| Жак Сирон          | менаџер хотела              |
| Доминик Пињон      | Вино                        |
| Ив Реније          | француски инспектор         |
| Роберт М. Граунд   | бивши пандур                |
| Џон Махони         | службеник амбасаде Вилијамс |
| Џими Реј Викс      | шеф обезбеђења амбасаде Шап |
| Томас М. Полард    | дилер                       |
| Марсел Блувал      | старији иследник            |
| Патрик Флоерсхајм  | иследник плахе нарави       |
| Јоргос Војадзис    | киднапер                    |
| Дејвид Хадлстон    | Питер                       |
| Александра Стјуарт | Еди                         |
| Артис де Пенгерн   | конобар                     |
| Роман Полански     | таксиста са шибицама        |